# Кёлер, Эрих (политик)
Эрих Кёлер (нем. Erich Köhler; 27 июня 1892, Эрфурт — 23 октября 1958, Висбаден) — немецкий государственный и политический деятель, первый Президент Бундестага (1949—1950), один из основателей Христианско-демократического союза Германии (ХДС).

## Биография

### Ранние годы и образование

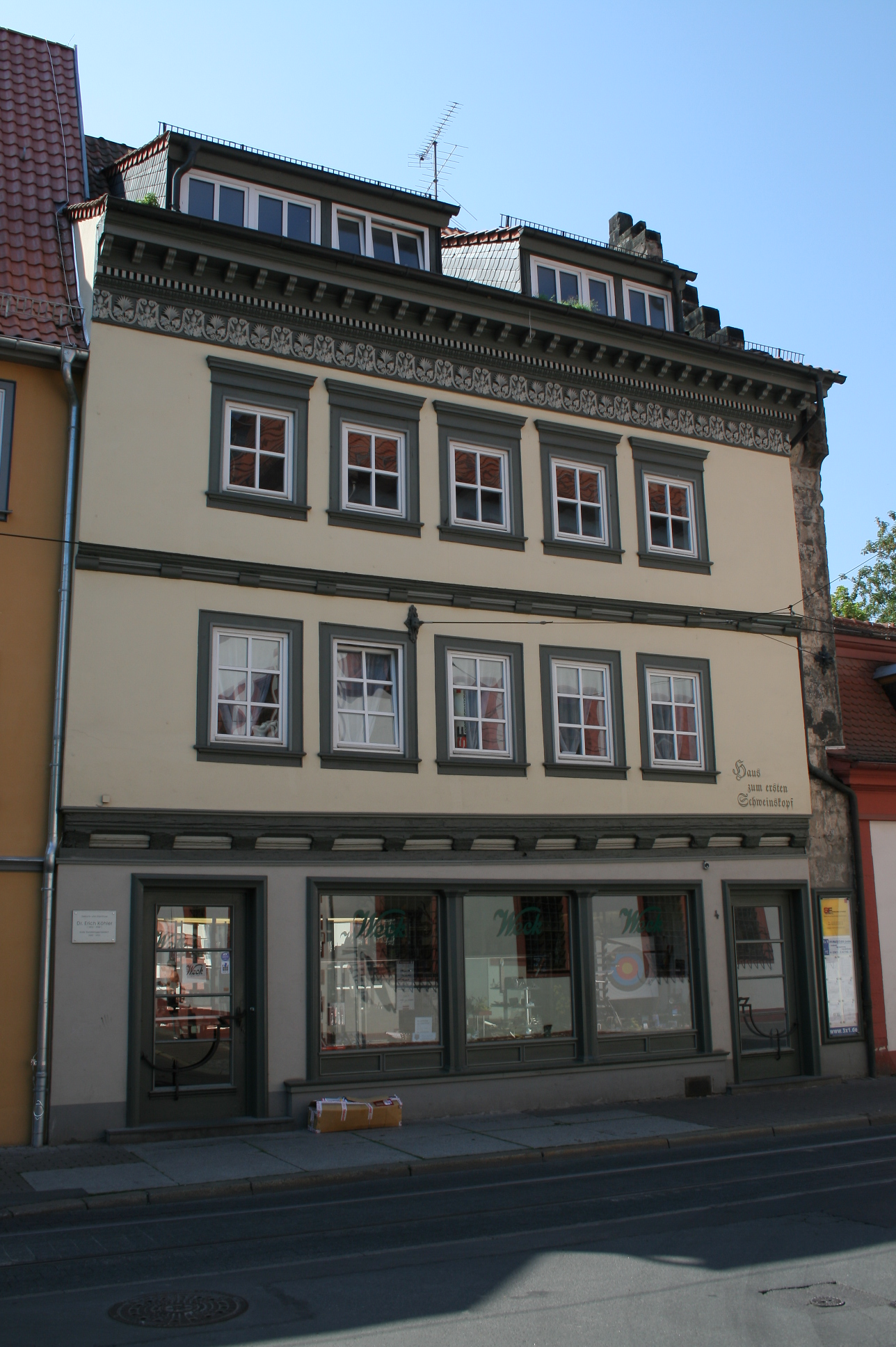
Дом родителей

Эрих Кёлер родился 27 июня 1892 года в Эрфурте. Окончив Королевскую реальную гимназию «Zur Himmelspforte», в 1911—1914 годах изучал экономику и государственные науки в университетах Марбурга, Берлина, Лейпцига и Киля.
Во время Первой мировой войны служил в германской армии. В 1919 году защитил диссертацию «Связи тюрингской промышленности с мировым рынком» и получил степень доктора политических наук (Dr. rer. pol.) с отличием.

### Карьера в Веймарской республике
В 1919—1933 годах Кёлер возглавлял различные объединения предпринимателей в Киле. Политически был связан с Немецкой народной партией (DVP): входил в её земельное руководство в Шлезвиг-Гольштейне и в федеральный исполнительный комитет в Берлине.

### Преследования при нацистском режиме
После прихода национал-социалистов к власти в 1933 году Кёлер лишился всех должностей из-за брака с еврейкой Хеленой Фройнд. 11 сентября 1933 года, в день рождения жены, его уволили. До конца 1939 года он не мог найти постоянную работу и лишь зимой 1939/40 года устроился страховым агентом. В 1943 году супруги были выселены из квартиры по «Законe об арендных отношениях с евреями»; Хелену направили на принудительные работы в типографию. В январе 1945 года Кёлеру грозило заключение в концлагерь.

### Политическая деятельность после Второй мировой войны
С 1945 года — главный управляющий Торгово-промышленной палаты Висбадена и один из учредителей ХДС. С 1946 года руководил фракцией партии в назначенном консультативном земельном комитете, Конституционном собрании земли Великий Гессен и в ландтаге Гессена. Одновременно был членом экономического совета Бизонии и впоследствии его президентом.

### Президент Бундестага
На парламентских выборах 1949 года Кёлер получил мандат в Бундестаг по округу Висбаден и был избран его первым президентом, набрав 346 из 402 голосов. Во вступительной речи он заявил: «Мы хотим служить бедным и нуждающимся, должны обуздывать эгоистов и защищать слабых от сильных».
Вскоре его руководство подверглось резкой критике, а после перенесённого нервного срыва Кёлер утратил поддержку даже собственной фракции и 18 октября 1950 года подал в отставку.

### Последующие годы
Кёлер рассчитывал стать генеральным консулом в Австралии, однако планы не реализовались. В первом созыве Бундестага он работал в комитетах по экономической политике, денежным и кредитным вопросам, а также в специальном комитете по «Лондонскому долговому соглашению»; в 1951—1952 годах был заместителем председателя парламентской комиссии по расследованию кадровой политики внешней службы.
В 1953 году вновь избран в Бундестаг от округа Обертаунус. Из-за ухудшения здоровья в 1957 году отказался от переизбрания. Тем же годом награждён Большим крестом за заслуги с звездой и плечевой лентой.
Эрих Кёлер скончался 23 октября 1958 года в Висбадене.